# Passo Rolle
Der Passo Rolle (deutsch Rollepass) ist ein Alpenpass im Trentino in Italien. Er verbindet das Fleimstal mit dem Primör und hat eine Passhöhe von 1970 m s.l.m. (auf dem Schild stehen 1984 m s.l.m.) und liegt im Gebiet des Parco Naturale Paneveggio – Pale di San Martino.

## Geschichte
Die Straße über den Rollepass ist eine der ältesten in den Dolomiten. Anders als die meisten anderen Straßen dieses Gebietes wurde diese Passstraße schon 1872 fertiggestellt. Aber bereits einige Jahrzehnte vorher, etwa seit dem Jahre 1820, war der Rollepass wohl bereits befahrbar. Diese Straße genügte jedoch nicht den Anforderungen, weshalb man von 1840 bis 1865 die Straße im Talabschnitt und von 1870 bis 1872 die eigentliche Passstraße völlig neu zu erbauen begann.
Diese Straße genügte im Ersten Weltkrieg ebenfalls nicht mehr den Anforderungen, führte doch über den Rollepass ein wichtiger Nachschubweg zur Front. Der notwendige Ausbau wurde bald begonnen, konnte aber erst 1919 abgeschlossen werden. Mittlerweile ist die Verbindung aber wieder durchaus sanierungsbedürftig. Während die Südrampe in jüngster Zeit modernisiert wurde, weist die Nordrampe immer noch zahlreiche enge und unübersichtliche Kurven und Kehren auf. So verfügt die Nordrampe der Passstraße über 12 Kehren, die Südrampe sogar über nahezu 30 Kehren.
Der Rollepass scheint in der Steinzeit unbekannt, zumindest aber ungenutzt gewesen zu sein, da Funde aus dieser Zeit hier bisher fehlen. Vorzeitliche Jäger, die die Rollepassroute nutzten, überschritten den Gebirgskamm vorzugsweise an einer anderen Stelle, nämlich am unmittelbar benachbarten, westlich des Rollepasses gelegenen, 1908 m hohen Colbriconpass. Eine Straße, die bald in einen Weg übergeht, führt heute auf diesen Übergang, der einige steinzeitliche Fundstellen aufweist. Dieser Pass wurde mindestens seit der Altsteinzeit begangen, und die Jäger ließen viel ‚Müll‘ zurück. Auf beiden Seiten des Überganges, insbesondere an den nahe liegenden Colbriconseen, fand man bei Ausgrabungen in den Jahren 1971/72 gleich mehrere Rastplätze altsteinzeitlicher Jäger. Auch in späteren Zeiten wurde der Colbriconpass genutzt und besaß sogar einen Saumweg.
Im Mittelalter hatte der Rollepass wohl einige Bedeutung für den überregionalen Verkehr, sicherlich auch für den Handel, insbesondere Venedigs. Zur Betreuung der Reisenden stand ab etwa 1200 das Hospiz von San Martino sowie auf der Westseite das Hospiz Paneveggio zur Verfügung.

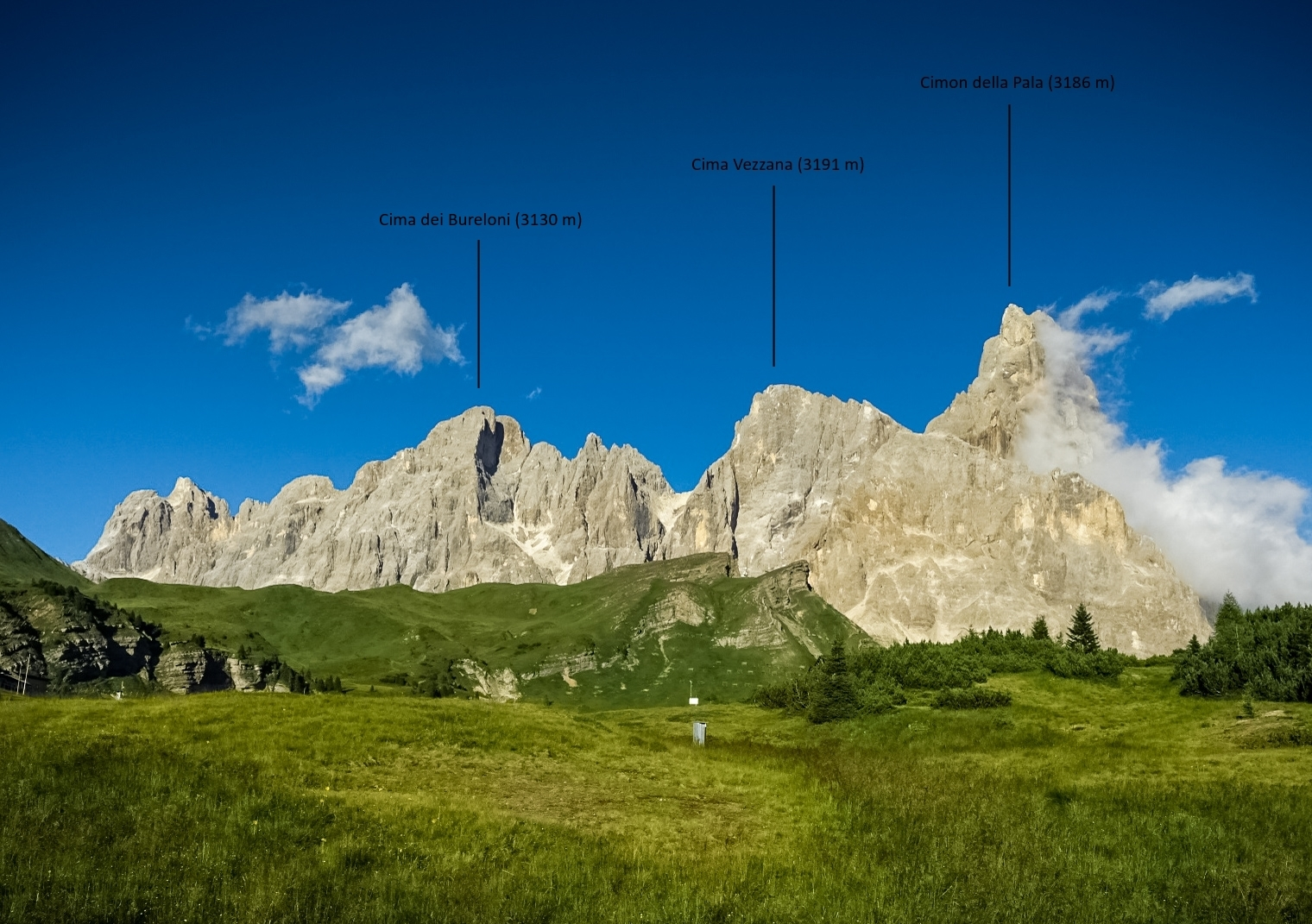
Die Palagruppe vom Rollepass
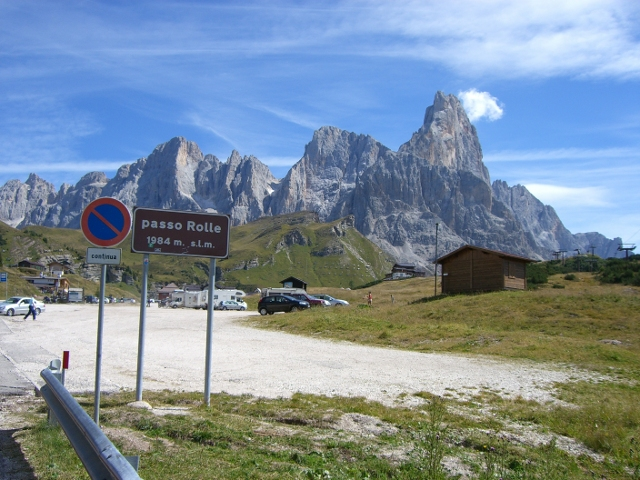
Passhöhe mit Hinweisschild
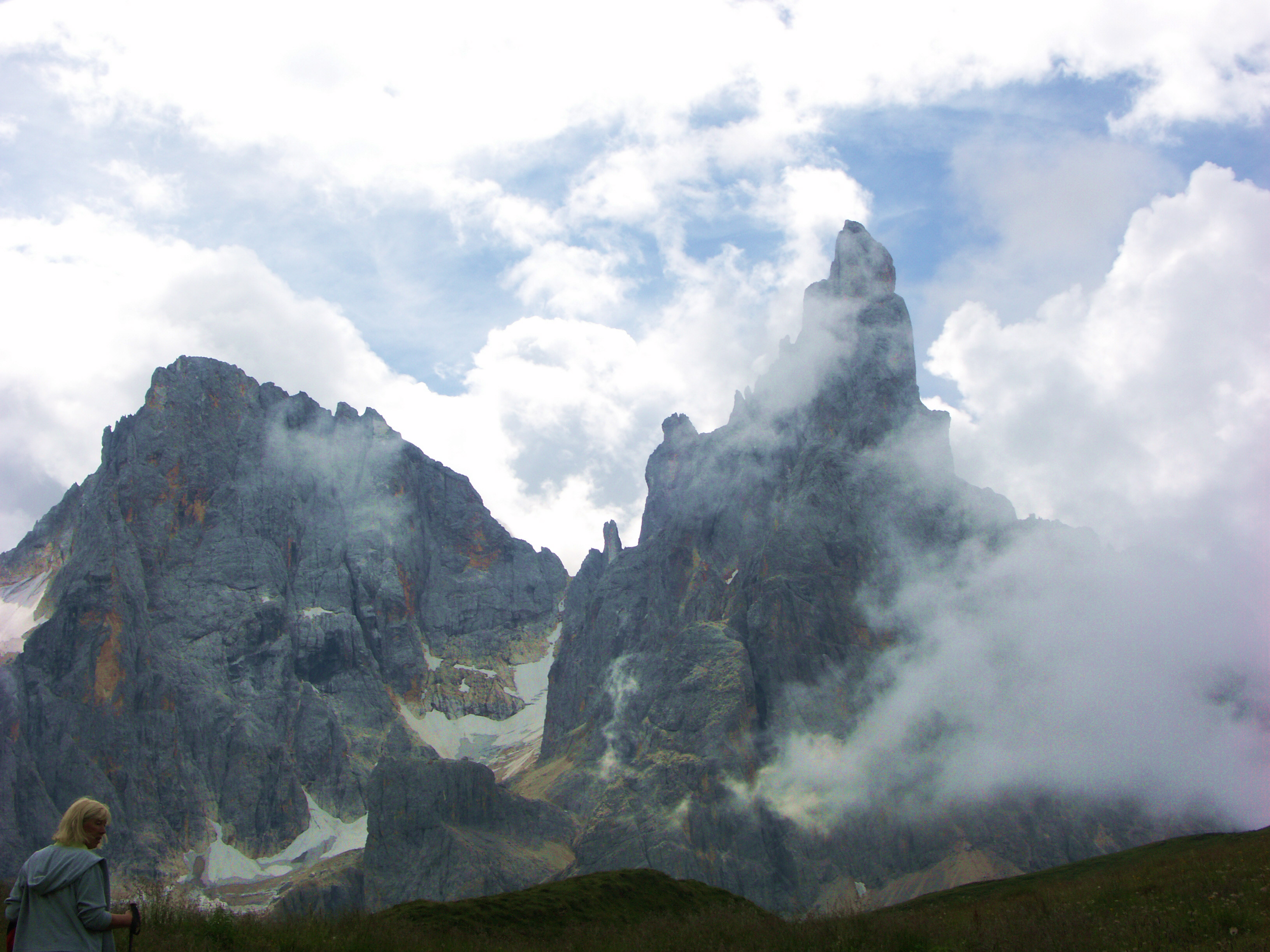
Cima di Vezzana (links, 3192 m) und Cimon della Pala (rechts, 3184 m) vom Pass aus gesehen
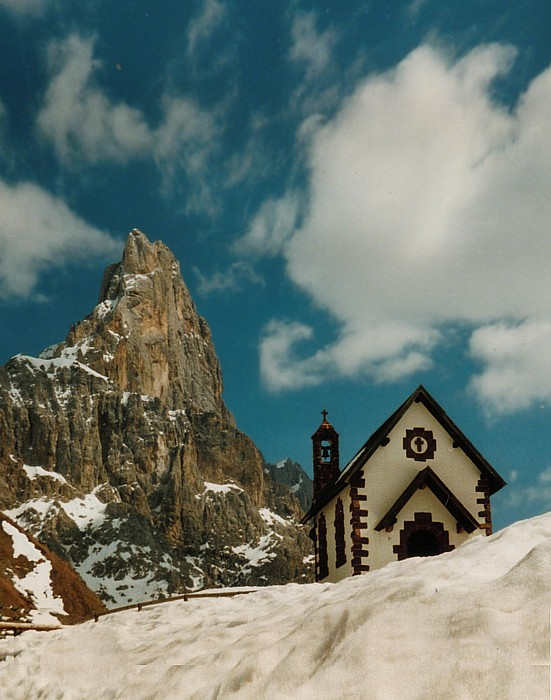
Cimon della Pala mit der Kirche am Rollepass